# Processus de Hawkes
En théorie des probabilités et en statistiques, un processus de Hawkes, du nom d'Alan G. Hawkes, est un type de processus ponctuel auto-excitant. Dans le cadre d'un processus unidimensionnel, il est caractérisé par ses temps d'arrivées  {\textstyle 0<t_{1}<t_{2}<t_{3}<\cdots } où la probabilité infinitésimale d'une arrivée pendant l'intervalle de temps {\textstyle [t,t+dt)} est donné par
{\displaystyle \lambda _{t}\,dt=\left(\mu (t)+\sum _{t_{i}\,:\,t_{i}\,<\,t}\phi (t-t_{i})\right)\,dt.}
La fonction {\textstyle \mu } est l'intensité d'un processus de Poisson sous-jacent. La fonction {\displaystyle \phi }  est, quant à elle, liée à l'auto-excitation du processus. En particulier, un processus de Poisson peut être vu comme un processus de Hawkes avec une auto-excitation nulle.
La première arrivée a lieu à l'instant {\textstyle t_{1}} et immédiatement après cela, l'intensité devient {\textstyle \mu (t)+\phi (t-t_{1})}, de même, au temps {\textstyle t_{2}} l'intensité saute à {\textstyle \mu (t)+\phi (t-t_{1})+\phi (t-t_{2})} etc.
Pendant l'intervalle de temps {\textstyle (t_{k},t_{k+1})}, le processus est la somme de {\textstyle k+1} processus indépendants ayant pour intensité respectives {\textstyle \mu (t),\phi (t-t_{1}),\ldots ,\phi (t-t_{k}).}
En résumant, les arrivées dans le processus dont l'intensité est {\textstyle \phi (t-t_{k})} sont les enfants de l'arrivée au moment {\textstyle t_{k}} dans le sens où ils sont engendrés par celui-ci.
Le nombre moyen d'enfants est alors définie comme l'intégrale {\displaystyle \int _{0}^{\infty }\phi (t)\,dt} et s'appelle le ratio d'endogénéité. Ainsi, en considérant certaines arrivées comme des descendants d'arrivées antérieures, nous avons un processus de ramification Galton-Watson.
Si le ratio d'endogénéité est inférieur à 1 alors le nombre de ces descendants est fini avec une probabilité de 1 sinon, il y a alors une probabilité positive d'avoir une infinité de descendants, dans ce cas précis nous n'avons pas un processus stationnaire.

## Applications
Plusieurs applications de ces processus existent, ils sont notamment appliqués en modélisation statistique d'événements en finance mathématique, épidémiologie, et d'autres domaines dans lesquels les événements aléatoires présentent un comportement auto-excitant.
L’arrivée de tweets sur Twitter a notamment été l'objet d'une étude, en effet, il a été constaté que ces arrivées peuvent avoir le phénomène d'auto-excitation.